# Marguerite Broquedis
Marguerite Broquedis-Billout, francoska tenisačica, * 17. april 1893, Pau, Francija, † 23. april 1983, Orléans, Francija.
Marguerite Broquedis je nastopila na poletnih olimpijskih igrah v letih 1912 v Stockholmu in 1924 v Parizu. Na igrah leta 1912 je osvojila naslov olimpijske prvakinje posamično in bronasto medaljo med mešanimi dvojicami z Albertom Canetom, leta 1924 pa je zasedla četrto mesto v ženskih dvojicah z Yvonne Bourgeois. V letih 1913 in 1914 je osvojila Amatersko prvenstvo Francije posamično.